# Louise Brown
Louise Joy Brown (Oldham, 25 luglio 1978) è una cittadina britannica, nota per essere la prima persona al mondo nata attraverso il metodo della fertilizzazione in vitro.

## Biografia
I suoi genitori, John Brown e Lesley Whiting, decisero di ricorrere alla fecondazione assistita (metodica sviluppata da Jean Purdy, Robert Geoffrey Edwards e Patrick Steptoe), dopo aver provato inutilmente a concepire per nove anni a causa di un problema alle tube di Falloppio di Lesley. Sebbene i Brown sapessero che la procedura era sperimentale, i medici non dissero loro che fino a quel momento non era ancora nato nessun bambino attraverso quel metodo. Louise nacque alle 23:47 all'Oldham General Hospital (Inghilterra), con un parto cesareo programmato: pesava 2,608 kg. Il parto fu ripreso su nastro. 
Louise ha una sorella minore, Natalie, anch'ella concepita in vitro, che nel 1999 è stata la prima "figlia della provetta" a mettere al mondo un bimbo, senza tuttavia ricorrere alla fecondazione in vitro.
Ha sposato Wesley Mullinder, una guardia giurata, il 4 settembre 2004. Il 20 dicembre 2006 ha dato alla luce un figlio, Cameron, concepito naturalmente. Nel 2013 ha partorito un altro maschio, Aiden. Dopo aver lavorato per qualche tempo come bambinaia, è stata assunta in un ufficio postale. Vive a Bristol.